# Galliner
Galliner o scoglio Galinera (in croato Galiner) è uno scoglio disabitato della Croazia, situato lungo la costa occidentale dell'Istria, a nord del canale di Leme.
Amministrativamente appartiene al comune di Orsera, nella regione istriana.

## Geografia
Galliner si trova poco a ovest di punta Masseni, a nordovest del porto di Orsera (luka Vrsar), a sudovest di Val Piova o Pova (uvala Funtane) e a est della secca Marmi (plitvac Mramori). Nel punto più ravvicinato dista 210 m dalla terraferma (punta Masseni).
Galliner è uno scoglio di forma rotonda che misura 90 m di diametro, ha una superficie di 5371 m² e uno sviluppo costiero di 264 m.

### Isole adiacenti
- Orlandin[1][12] (hrid Orlandin)[6], scoglio situato 585 m a nordovest di Galliner. Lungo meno di 40 m[13], possiede un'area di 1481 m²[4] e un'altezza massima di 6,6 m s.l.m.[6] (45°09′24.7″N 13°35′13″E)
- San Giorgio, isolotto posto di fronte alla cittadina di Orsera.

### Cartografia
- (HR) Mappa topografica della Croazia 1:25000, su preglednik.arkod.hr.